# Либеральный феминизм

Подсолнух и/или жёлто-золотой цвет по-прежнему используются как символ в основанных во время борьбы за избирательное право женщин феминистских организациях, таких как Норвежская ассоциация за права женщин и Международный альянс женщин. Жёлтый цвет также широко используется как символ либерализма в целом
.

Либера́льный фемини́зм (англ. liberal feminism) — индивидуалистическая форма феминизма, которая фокусируется на способности женщин бороться за равенство посредством своих действий и выбора. Либеральные феминистки утверждают, что общество имеет ложное мнение о том, что женщины, по своей природе, менее интеллектуально и физически способны, чем мужчины. Таким образом, общество дискриминирует женщин в науке, на рынке труда и публичных дискуссионных платформах. Либеральные феминистки считают, что «женская подчинённость вызвана набором воспитательных и правовых ограничений, которые сильно усложняют достижение успеха женщинами». Либеральные феминистки стремятся к равноправию полов с помощью своей политической и правовой программы.
Таким образом, главной целью либерального феминизма является стремление получить равные права в разных сферах жизнедеятельности, получить доступ к государственному аппарату, желание делать выбор, не подчиняясь при этом воле мужчины.

## История возникновения
Течение либерального феминизма можно разделить на две волны. Первая волна возникла в середине XIX века и продлилась до первой трети XX века. Главным требованием женского движения этой волны стала возможность получения высшего образования. Так же главным важным условием являлся трудовой вопрос.
Во время второй волны либеральный феминизм набирает свою популярность. Приверженцев этого течения становится больше, чем в любом другом феминистическом направлении. Развитость это направление приобрело, благодаря влиянию взглядов суфражисток, боровшихся за женское избирательное право.
Либеральный феминизм был тихим в США в течение четырёх десятилетий после победы на выборах. В 1960-х годах во время движения за гражданские права либеральные феминистки проводили параллели между системной расовой дискриминации и дискриминации по признаку пола. В то время для защиты прав женщин были созданы такие группы, как «Национальная организация женщин», «Национальное политическое объединение женщин» и «Лига за равенство женщин». В США эти группы работали над ратификацией поправки о равных правах, то есть над «поправкой к конституционному равенству», в надежде, что она обеспечит равное отношение к мужчинам и женщинам в соответствии с демократическими законами, которые также влияют на важные сферы жизни женщин, включая вопросы воспроизводства, работы и равной оплаты труда. Другие вопросы, важные для либеральных феминисток, тоже имеют место, но они не первые по уровню значимости: вопросы о репродуктивных правах и доступности абортов, сексуальных домогательствах, право иметь голос на выборах, право на образование, справедливую компенсацию за работу, доступность отпуска для ухода за детьми, доступное медицинского обслуживания, а также выявление частоты сексуального насилия и домашнего насилия по отношению к женщинам.
Цель либеральных феминисток 1800-х — 1900-х годов состояла в том, чтобы добиться избирательных прав у женщин с целью того, что тогда они получат индивидуальную свободу. Они были заинтересованы в том, чтобы обрести свободу через социальное равенство, положить конец жёсткости мужчин по отношению к женщинам и обрести свободу, тем самым стать полноправными людьми. Они полагали, что никакое правительство или обычаи не должны запрещать осуществлению личной свободы. Ранние либеральные феминистки противостояли предположению, что только белые мужчины заслуживают быть полноправными гражданами. Феминистки, такие как Мэри Уолстонкрафт, Джудит Сарджент Мюррей и Фрэнсис Райт, выступали за полное участие женщин в политической жизни. В 1920 году, после практически 50-ти лет активной деятельности, женщины наконец получили право голоса, а также право занимать государственные должности в Соединённых Штатах, в 1928 году — в Великобритании.

## Философия течения
Либеральный феминизм не имеет определённого набора философий, что делает их убеждения довольно абстрактными. Они ценят индивидуалистические подходы к правосудию и общественным структурам вместо того, чтобы обвинять неравенство в других. Сьюзен Уэнделл утверждает: «Самые ясные политические обязательства либерального феминизма, включая равенство возможностей, важны для освобождения женщин и вовсе несовместимы с целями социалистического и радикального феминизма».
Основа либерализма дала либеральному феминизму достаточно известную основу для того, чтобы он оказался ближе других волн для убеждения широкой общественности и правительства в том, что их феминистская философия «может и должна быть включена в существующий закон». Как заявляет Райан Масгрейв: «Либеральные феминистки выступали за законное включение женщин в либеральную категорию отдельного индивида в качестве основной социальной единицы, и что женщины также должны пользоваться индивидуальными правами, связанными с этой категорией».

## Законодательство США
Также немало американских либеральных феминисток считает, что равенство в оплате, возможностях трудоустройства, политической структуре, социального обеспечения и образования для женщин особенно должно быть гарантировано Конституцией США.

### Поправка о равных правах
Спустя три года после того, как женщины получили право голоса, «поправка о равенстве прав» (англ. «ERA») в Конституции США была представлена в конгрессе сенатором Кёртисом и представителем Энтони. В этой поправке указывалось, что гражданские права не могут отсутствовать по половому признаку. Автором этой поправки является Алиса Пол, глава «Национальной женской партии», которая возглавила избирательную кампанию. Благодаря усилиям Алисы Пол, поправка была представлена на всех собраниях Конгресса Соединенных Штатов, но обе палаты Конгресса США не дали делу хода и замяли дело с поправкой в Конституции.

## Представители
- Мэри Уолстонкрафт (1759—1797), «Защита прав женщин» (1792 г.)
- Джон Стюарт Милль (1806—1873), «Зависимость Женщины»(1851 г.)
- Гарриет Тейлор (супруга Дж. Милля, 1806—1858)
- Элизабет Кэди Стэнтон (1815—1902), «Декларации позиций и резолюций» (1848 г.)
- Люси Стоун (1818—1893)
- Сьюзан Энтони (1820—1906)
- Жозефин Батлер (1828—1906)
- Бетти Фридан (1921—2006), «Загадка женственности»(1963 г.)

## Критика направления
Одно из наиболее распространённых критических замечаний в отношении либерального феминизма заключается в том, что он, как теория, позволяет слишком много внимания уделять «метаморфозам» женщин в мужчин, но при этом игнорирует значение традиционной роли женщин. Одной из ведущих учёных, критикующих либеральный феминизм, является радикальная феминистка Кэтрин Маккиннон. Специализируясь на вопросах, касающихся равенства полов, она была тесно связана с делом об определении сексуальных домогательств и дискриминации по признаку пола.
Другие критики, такие как чёрные феминистки и постколониальные феминистки, утверждают, что господствующий либеральный феминизм отражает только ценности среднего класса, гетеросексуальных, белых женщин и, в значительной степени, игнорирует женщин разных рас, культур или классов.
Критики либерального феминизма утверждают, что индивидуалистические взгляды не очень хорошо объясняют, какие именно социальные структуры и ценности работают в ущерб интересам женщин.
Они утверждают, что, даже если женщина не зависит от конкретных мужчин в её жизни, она по-прежнему зависит от патриархального государства. Эти критики считают, что институциональные изменения не являются достаточными для раскрепощения женщин.